# Attraction touristique
Pour les articles homonymes, voir Attraction.
Cet article concerne une destination de type touristique. Pour le divertissement situé dans un parc d'attractions, voir Attraction (loisir).

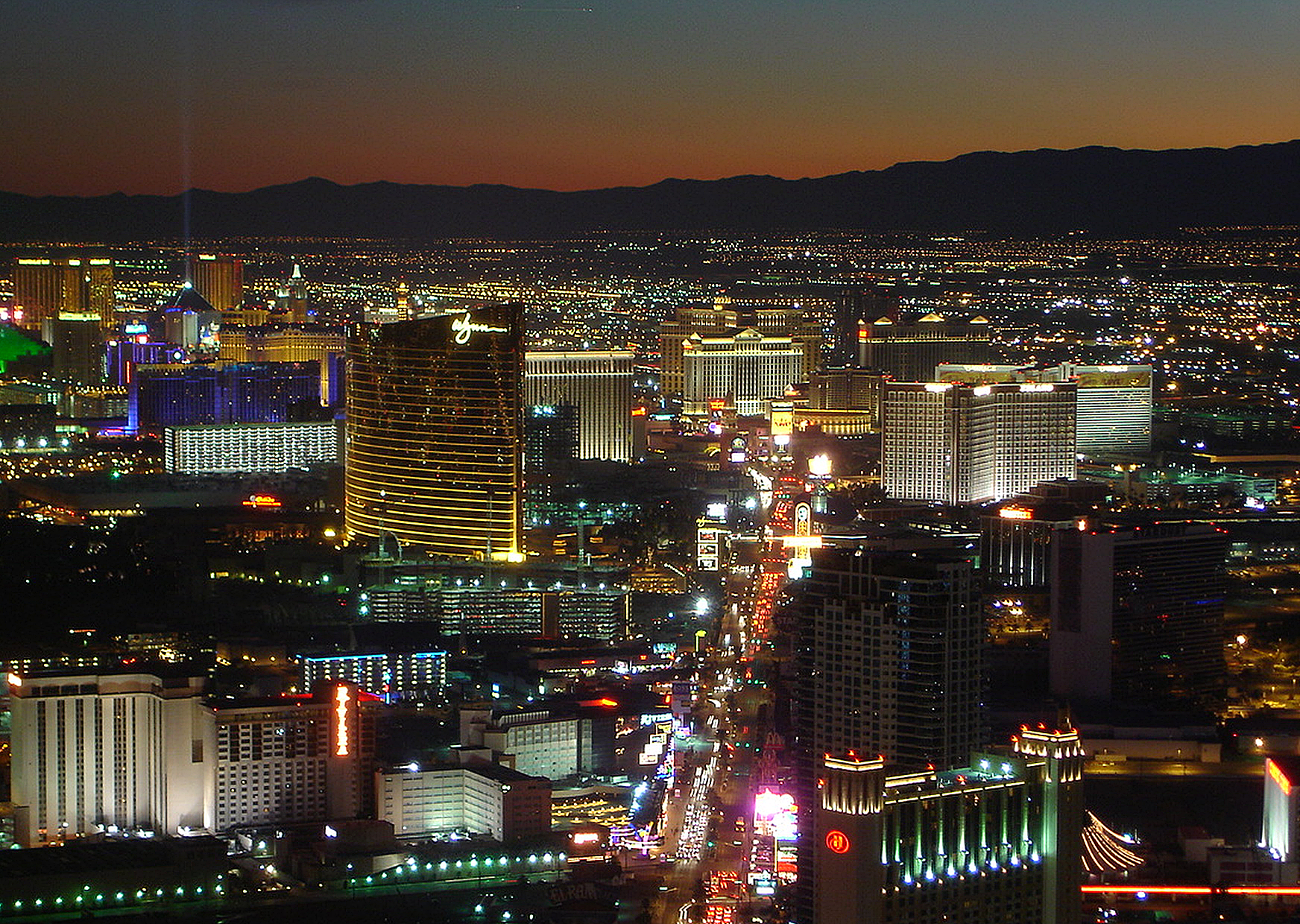
Las Vegas, l'une des destinations touristiques les plus fréquentées avec plus de 30 millions de visiteurs,.

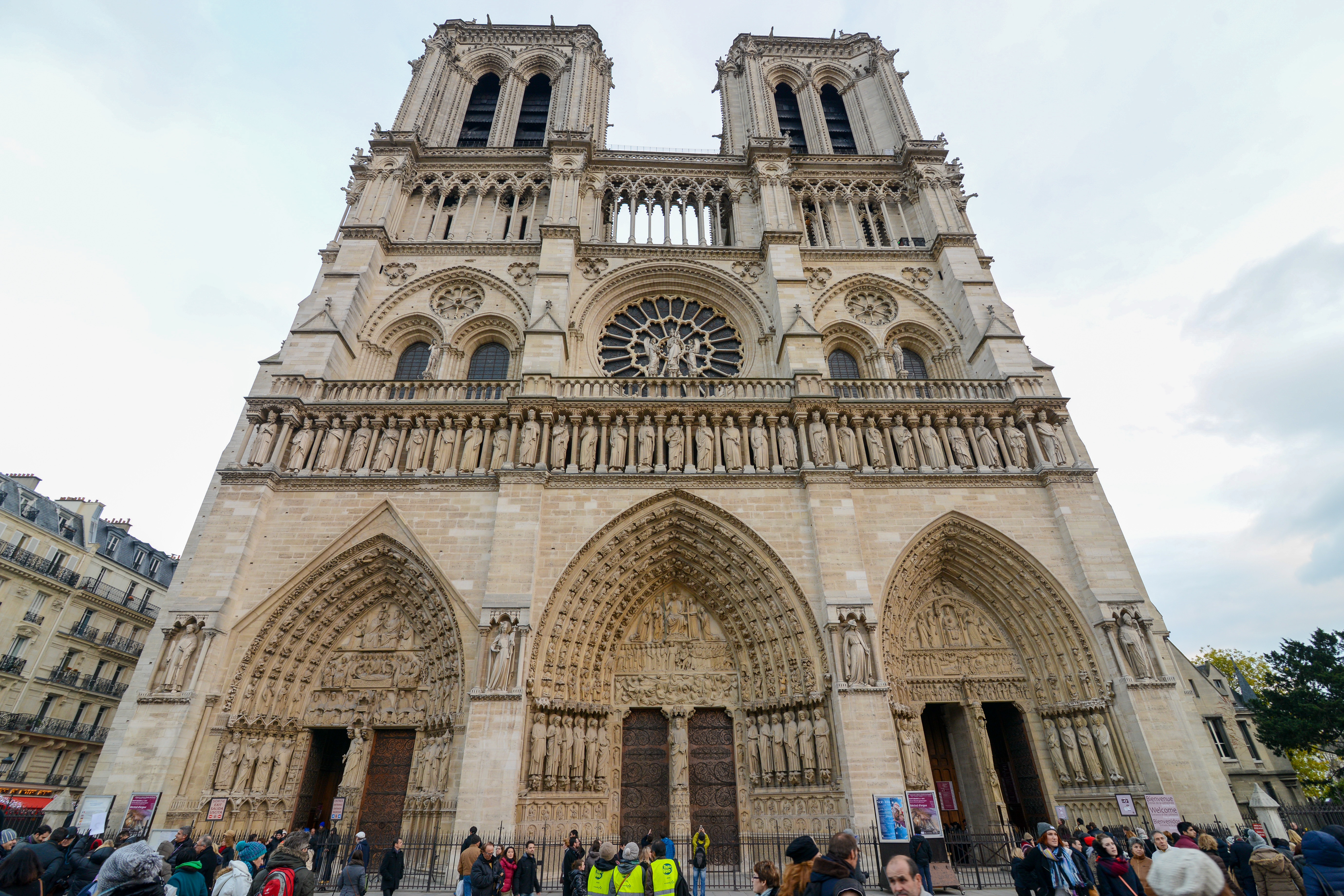
La Cathédrale Notre-Dame de Paris accueille jusqu'en 2019 entre 13 et 14 millions de touristes annuellement,.

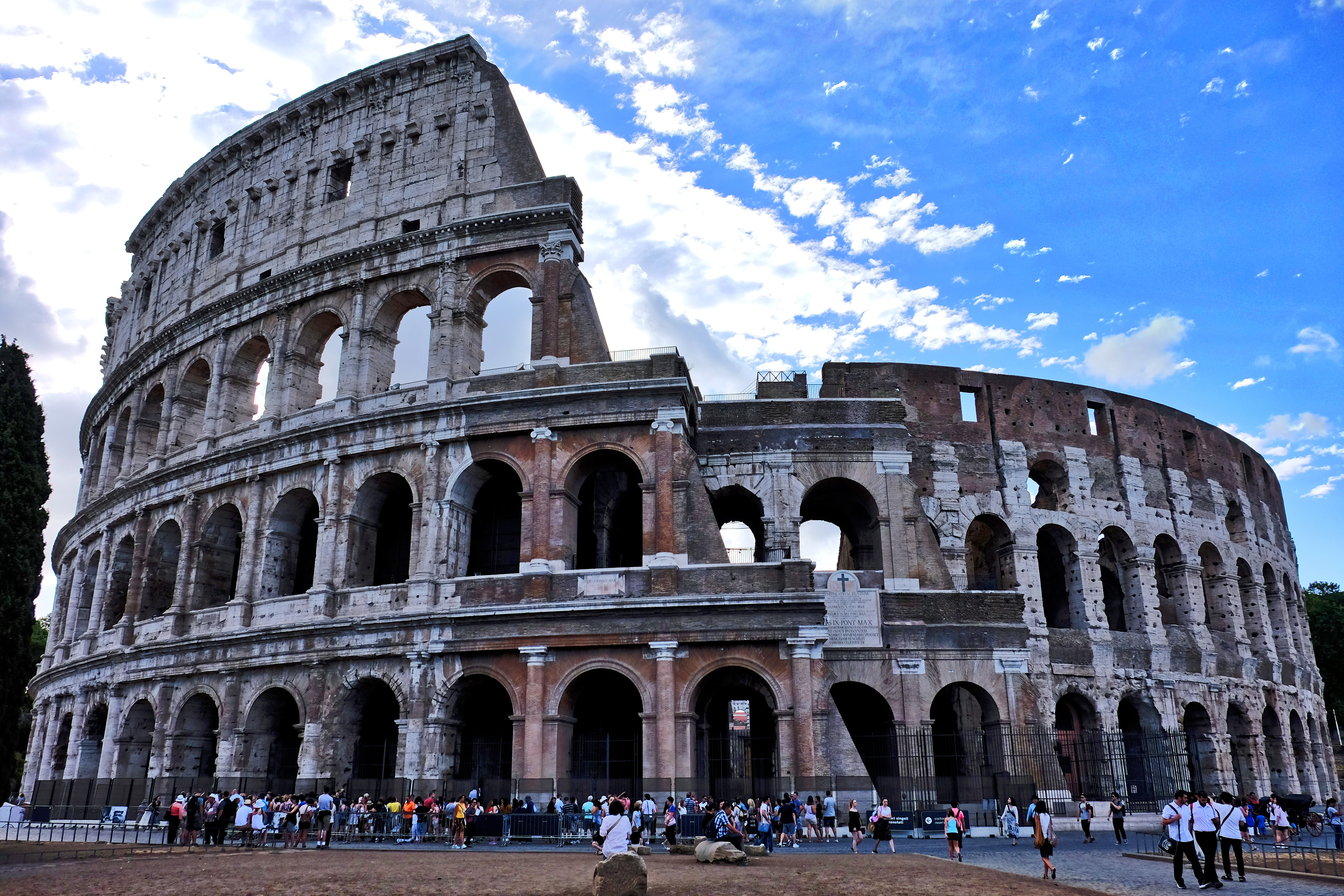
Le Colisée bat son record en 2018 avec 7,6 millions de touristes.

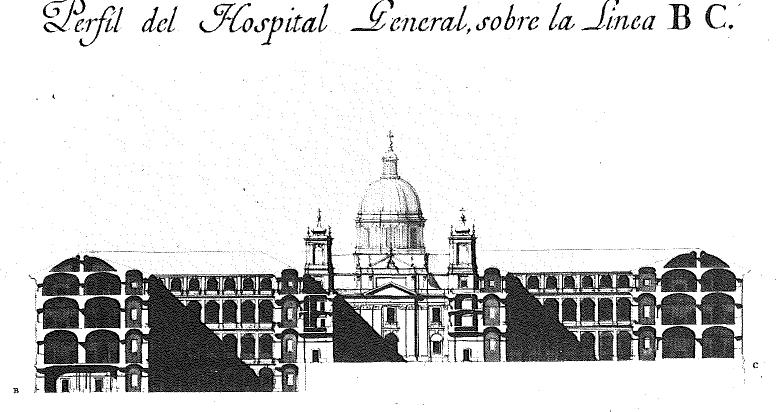
Le Musée national centre d'art Reina Sofía accueille 3.897 millions de visiteurs en 2017.

Une attraction touristique est un lieu de destination (de) constitué d’un ensemble d’activités et de services intégrés clairement identifiables, exploité de façon régulière comme pôle d'intérêt naturel, culturel ou récréatif et aménagé dans le but d’accueillir touristes, excursionnistes et visiteurs locaux sans réservation, à l’exclusion des activités foraines. Il s'agit également de sites d'intérêt visités par des touristes. Ne constituent pas une attraction touristique les lieux offrant une simple location de matériel, les paysages, les villes, les sites librement accessibles et les lieux destinés à la pratique sportive pure, à l’organisation de spectacles, d’événements culturels, sportifs ou festifs. 

## Destinations touristiques
Une destination touristique est une ville ou une région qui dépend dans une large mesure des revenus du tourisme, ou « d'un pays, d'un État, d'une région ou d'une ville qui est commercialisé ou qui se présente comme un lieu de visite touristique. »
La France, les États-Unis et l'Espagne sont les trois destinations internationales les plus populaires en 2017. Le nombre total de voyageurs internationaux arrivant dans ces pays s'élevait à environ 234 millions, ce qui représente 8,9%, 7,7% et 14,9% du produit intérieur brut total de ces pays.
Du point de vue de l'industrie touristique, une destination touristique est généralement définie par une frontière géopolitique et sa communication est le plus souvent financée par les gouvernements. Du point de vue du voyageur, une destination peut être perçue très différemment,,.

## Impacts

### Impacts économiques
L'industrie du tourisme génère des bénéfices économiques substantiels pour les pays d'accueil et les pays d'origine des touristes. Dans les pays en développement en particulier, l'avantage économique escompté est l'une des principales motivations d'une région pour se promouvoir en tant que destination touristique. Selon l'organisation mondiale du tourisme, 698 millions de personnes se sont rendues dans un pays étranger en 2000, dépensant plus de 478 milliards de dollars américains. Les recettes du tourisme international combinées au transport de passagers s'élèvent en 2012 à plus de 575 milliards de dollars américains, faisant du tourisme la première source de recettes d'exportation du monde, devant les produits de l'automobile, les produits chimiques, le pétrole et les aliments.

### Impacts environnementaux et socio-culturels
Le développement des attractions touristiques entraîne une surfréquentation voire une hyperfréquentation qui provoquent des nuisances sociales (trafics, bruit, incivisme) et environnementales, sont dommageables au paysage, aux visiteurs (effets de banalisation liés à une « mise en marque » généralisée de ces territoires ou au contraire de folklorisation du patrimoine et des cultures locales présentées comme traditionnelles pour répondre aux besoins des touristes et de marchandisation), ainsi qu'aux habitants (muséification ou transformation du site en « musée à ciel ouvert » alors que les populations locales ne désirent pas continuer à vivre dans des mondes révolus, dépossession et gentrification commerciale et résidentielle des lieux visités, tertiarisation des activités…),.

## Attractions d'un nouveau genre
Aux États-Unis, les attractions d'un nouveau genre sont des curiosités telles que biggest ball of twine, la plus grosse pelote de ficelle à Cawker City, Corn Palace à Mitchell ou Carhenge à Alliance, où de vieilles voitures sont installées à la manière des pierres de Stonehenge. Ces attractions d'un nouveau genre ne se limitent pas au Midwest américain, mais font partie de la culture du Midwest.

## Notion étendue
- Si vous ne connaissez pas le sujet, laissez ce bandeau (vous pouvez alors contacter les auteurs).
- Si vous supprimez le contenu mis en cause (vous pouvez préalablement contacter les auteurs),

argumentez précisément cette suppression dans la page de discussion
(un manque de référence n'est pas un argument ; une recherche réelle de référence doit avoir été effectuée, être formellement documentée).
Quelques exemples incluent des lieux historiques, des monuments, des zoos, aquariums, des musées, des galeries d'arts, des jardins botaniques s, des bâtiments, des constructions et des structures (châteaux, bibliothèques, des anciennes prisons, des gratte-ciels, des ponts), des parcs nationaux et des forêts, parcs d'attractions et des carnavals, des communautés d'enclave ethnique[réf. nécessaire], des trains historiques et des évènements culturels. Beaucoup d'attraction touristique sont aussi des sites touristiques.
Une attraction touristique peut aussi être créée pour capitaliser un phénomène inexpliqué tel que le suppose un site de crash d'un OVNI près de Roswell et le présumé monstre du Loch Ness observé en Écosse. L'observation de fantômes fait partie aussi des attractions touristiques.
Les communautés ethniques peuvent devenir aussi des attractions touristiques, comme Chinatown aux États-Unis et le quartier noir britannique de Brixton à Londres. 
Aux États-Unis, les propriétaires et marchands d'attractions conseillent les attractions touristiques sur les panneaux d'affichages le long des routes et autoroutes, plus particulièrement dans les endroits isolés. Les attractions touristiques fournissent souvent des brochures promotionnelles dans les centres d'informations touristiques, les lieux de restauration rapide, les chambres et les halls d'hôtels et motels, et les aires de repos et de service autoroutière.
Pendant que quelques attractions touristiques fournissent aux visiteurs une expérience mémorable pour un tarif d'entrée raisonnable ou à titre gratuit, d'autres attractions touristiques ont tendance à être de qualité moindre et pratiquant des tarifs prohibitifs sur l'ensemble de leurs biens et services (tels que les entrées, la nourriture et les souvenirs) afin de profiter des touristes de manière excessive. De tels endroits sont communément appelés « attrape-touristes ».

### Traductions
1. ↑  (en) « a country, state, region, city, or town which is marketed or markets itself as a place for tourists to visit[7]. »